# Antonio López Ferreiro
Antonio López Ferreiro (Santiago de Compostela, 9 de noviembre de 1837-Vedra, 20 de marzo de 1910)  fue un escritor e historiador español, el cual describió la portada de las platerías de la catedral de Santiago, basándose en la descripción del Códice Calixtino. Sus estudios fueron la base para identificar los restos del apóstol en 1879.

## Biografía

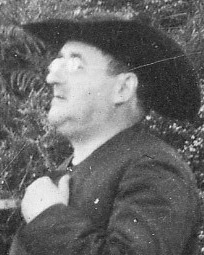
López Ferreiro (sin datar la foto)

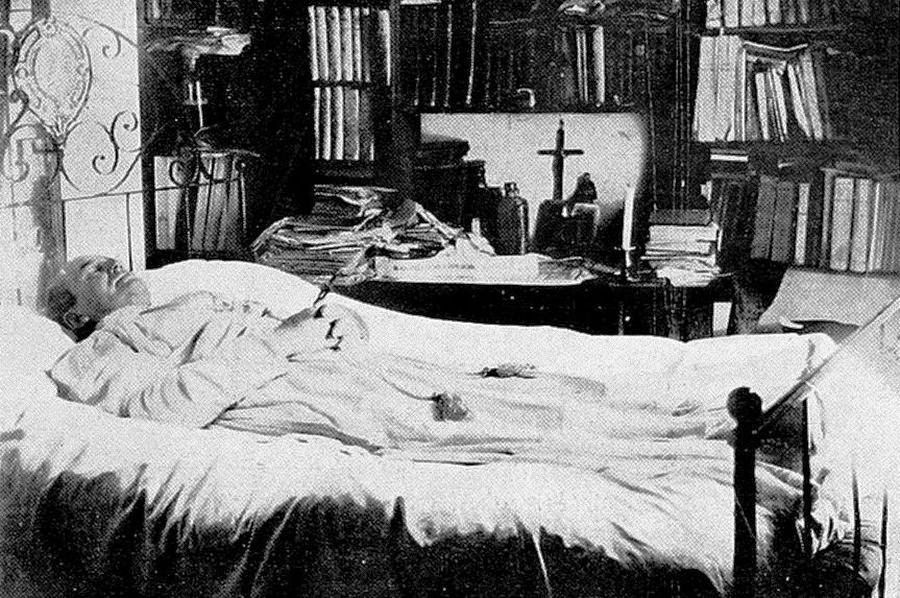
Fotografía post mortem de López Ferreiro.

Siguió la carrera eclesiástica y en 1871 fue nombrado canónigo del cabildo compostelano, lo que le permitió acceder al archivo documental de la catedral, y aprovecharlo para realizar trabajos de investigación y cultivar la novela histórica, género de enorme vigencia en el Romanticismo, pero hasta el momento no abordado por la literatura en lengua gallega. Dejó tres novelas históricas:
- A tecedeira de Bonaval (La tejedora de Bonaval, 1894), en la que mezcla una historia de amor con los acontecimientos sociopolíticos de la Galicia del siglo XVI: el enfrentamiento entre la burguesía y la Iglesia compostelana.
- O Castelo de Pambre (El castillo de Pambre, 1895), que narra acontecimientos históricos de la segunda mitad del siglo XVI en tierras de Ulloa. Como en la anterior novela, alterna una historia de amor con la exposición del conflicto nobiliario entre Gonzalo Ozores de Ulloa y otros nobles gallegos partidarios de la casa de Trastámara.
- O niño de pombas (El nido de palomas, 1905), de temática amorosa, está ambientada en la Galicia del siglo XII.

El propósito historiográfico hace que López Ferrero incluya en las tres novelas descripciones de monumentos y transcripciones de documentos históricos. El autor tenía plena conciencia de su labor a favor de la resurrección y rehabilitación del idioma gallego. Es asombrosa su riqueza de léxico y sintaxis, en ocasiones incluyendo arcaísmos recuperados de la documentación medieval.
Escribió medio centenar de libros sobre temas gallegos. Entre su extensa obra historiográfica se cuentan:
- La Historia de Compostela y su reprobación crítica por Masdeu (1866).
- El Sepulcro del apóstol Santiago (1872).
- Leyenda sobre la vida de San Pedro de Mezonzo (1872).
- Estudio histórico crítico sobre el Priscilianismo (1878).
- Galicia en el último tercio del siglo XV (1883).
- Don Rodrigo de Luna (1884).
- El Pórtico de las Platerías (1884).
- Don Alfonso VII, rey de Galicia, y su ayo el conde de Traba (1884).
- El Pórtico de la Gloria (1886).
- Fueros municipales de Santiago y su tierra (1895).
- Historia de la Santa A.M. Iglesia de Santiago de Compostela (1898-1911).
- Santiago y la crítica moderna (1901).

En política fue carlista y durante el Sexenio Revolucionario dirigió el periódico tradicionalista La Emancipación.
La Real Academia Gallega le dedicó el Día de las Letras Gallegas en 1978.

## Galería de imágenes
|                                                        |
| Galicia en el último tercio del siglo XV, 2.ª edición. |

|                                                               |
| Historia de la Santa A. M. Iglesia de Santiago de Compostela. |

|                                                        |
| Lápida homenaje de la ciudad en su casa natal, , 1911. |

|                                                                |
| A tecedeira de Bonaval está incluida na Biblioteca Galega 120. |

|                                 |
| A tecedeira de Bonaval, 2.ª ed. |

|                                                          |
| O castelo de Pambre. Leenda do sigro XIV. 2.ª ed., 1895. |